# 인천광역시유아교육진흥원
인천광역시유아교육진흥원(仁川廣域市幼兒敎育振興院, Incheon Early Childhood Education and Development Institute)은 유아교육에 관한 연구와 정보제공, 프로그램 및 교재 개발, 유치원 교원 연수 및 평가 등을 위하여 인천광역시교육청 산하에 설치된 직속기관이다.
- 2012년 12월 1일: 인천광역시유아교육진흥원 설치
- 2018년 3월 30일: 인천광역시유아교육진흥원 준공

## 조직
원장
- 기획연구과
- 운영지원과
- 관리과